# Bifrenaria wittigii
Bifrenaria wittigii là một loài lan.
 Tư liệu liên quan tới Bifrenaria wittigii tại Wikimedia Commons